# Feničke stube
Feničke stube  (tal. La Scala Fenicia) na talijanskom otoku Capriju dugačke su i strme kamene stube koje spajaju grad Caprija s naseljem Anacaprijem. Međutim, stubište su vjerojatno napravili starogrčki kolonisti, a ne Feničani.
Prije dovršetka ceste, stube su predstavljale jedino sredstvo za dolazak do Anacaprija, koji se nalazi stotinama stopa iznad Sredozemnog mora (prefiks ana- u nazivu mjesta dolazi iz klasičnog grčkog i označava "iznad").
Gornji terminal Feničkih stuba nalazi se u blizini vile San Michele koju je Axel Munthe izgradio u Anacapriju.

## Vanjske poveznice
|  | Zajednički poslužitelj ima još gradiva o temi Feničke stube |